# Zheng Zhi
Zheng Zhi  (förenklad kinesiska: 郑智; traditionell kinesiska: 鄭智; pinyin: Zhèng Zhì; född den 20 augusti 1980 i Shenyang, Liaoning) är en kinesisk professionell fotbollsspelare. Sedan 2010 spelar han för den kinesiska klubben Guangzhou Evergrande i Chinese Super League.

## Meriter

### Inom klubblag
- Shenzhen Jianlibao

Chinese Super League: 2004
- Shandong Luneng

Chinese Super League: 2006
Chinese FA Cup: 2006
- Guangzhou Evergrande

AFC Champions League: 2013
Chinese Super League: 2011, 2012, 2013, 2014
Chinese FA Cup: 2012
Chinese FA Super Cup: 2012
Chinese League One: 2010